# Katharinenkirche (Hoogstraten)

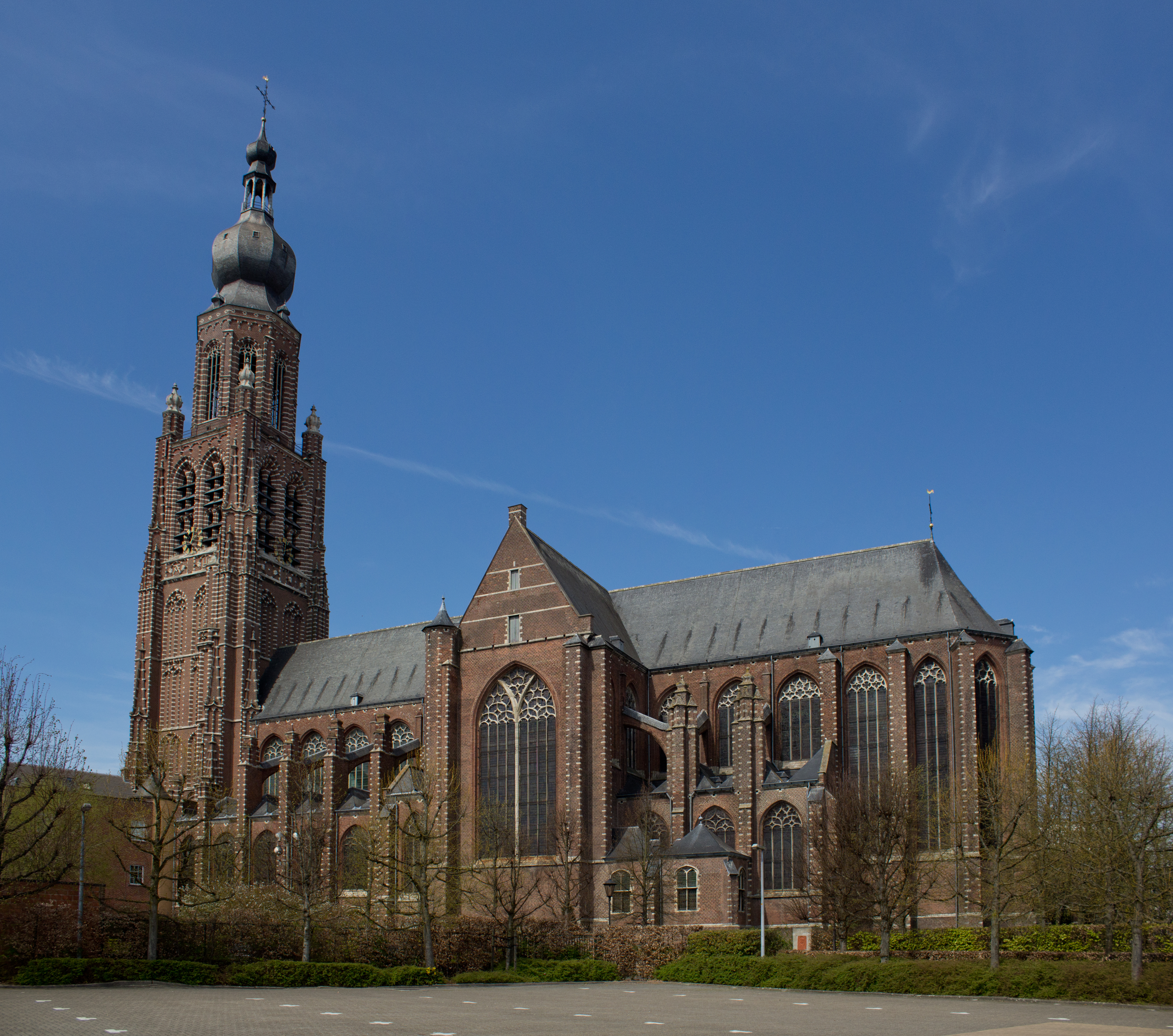
Katharinenkirche (Hoogstraten)
von Süden gesehen

Die römisch-katholische Katharinenkirche in Hoogstraten (niederländisch Sint-Katharinakerk) wurde zwischen 1525 und 1550 im Auftrag von Anton van Lalaing und Elisabeth van Culemborg, Graf und Gräfin der Grafschaft Hoogstraten, errichtet. Das imposante Bauwerk wird auch Kathedrale der Kempen oder Unsere Katrine genannt. Sie ist das zweite Gotteshaus an gleicher Stelle und musste wegen mehrerer Beschädigungen immer wieder ausgebessert und in Teilen erneuert werden.

## Beschreibung
Die Kirche im spätgotischen Stil aus Kempener Backstein entstand nach den Plänen des Baumeisters Rombout Keldermans (gestorben 1531). Keldermans baute in dieser Zeit auch das  Gelmelslot in Hoogstraten für Anton van Lalaing um.
Der Turm hat einen quadratischen Grundriss und eine Höhe von 105 Metern. Das oberste Geschoss ist achteckig. Gekrönt wird das Ganze von einer schiefergedeckten Zwiebelhaube. Die weißen Specklagen aus Sandstein sind ein Charakteristikum dieser Kirche.
Die Kirche ist das dritthöchste Kirchengebäude in Belgien und eines der höchsten Backsteingebäude der Welt. Der höchste Backsteinturm ist derjenige der Martinskirche in Landshut, Deutschland: 130,6 Meter. Der zweithöchste Backsteinturm weltweit – und auch der höchste in Belgien – ist derjenige der Liebfrauenkirche in Brügge mit 115 Metern. Der für die Liebfrauenkirche in Brügge verwendete Backstein ist eher gelb, während die Katharinenkirche in Hoogstraten aus dem typischen roten Backstein aus den Nachbargemeinden Sint-Lenaarts (Brecht) und Rijkevorsel gebaut ist.
Die Kirche erlitt bei den religiösen Unruhen des 16. Jahrhunderts keine Schäden. Am 23. Oktober 1944, kurz vor Ende des Zweiten Weltkriegs sprengten Spezialisten der deutschen Wehrmacht den Turm, damit er den anrückenden amerikanischen Truppen keine Landmarke bieten solle. Der Wiederaufbau folgte in den 1950er Jahren auf Betreiben von Dekan Lauwerys. Seit 1936 ist die Kirche ein geschütztes Baudenkmal.

## Baugeschichte
Die Katharinenkirche wurde an der Stelle gebaut, an der früher eine kleine romanische Kirche stand. Diese Kirche wurde im 13. und 14. Jahrhundert und nach einem Brand im Jahr 1442 im gotischen Stil wiederaufgebaut. Schließlich wurde sie vollständig abgerissen, bevor der Bau der heutigen Kirche begann. Am 18. November 1525 begannen die Bauarbeiten. Es waren Antonius von Lalaing und Elisabeth von Culemborg, Graf und Gräfin der Grafschaft Hoogstraten, die den Bau der Kirche in Auftrag gaben. Sie wurde nach einem Entwurf von Rombout Keldermans gebaut. Sein Neffe Anthonis III Keldermans war für das Mauerwerk des Turms verantwortlich. Der Bauleiter war Hendrik Lambrechts. Die ursprünglichen Pläne sahen eine fünfschiffige Kirche mit durchgehenden Seitenkapellen in den äußeren Schiffen vor, nach dem Vorbild der Kirche in Bourg-en-Bresse. Wahrscheinlich wurden die Arbeiten zwischen 1534 und 1535 aus Kostengründen eingestellt. Trotz der Wahl eines lokalen Backsteins als Baumaterial führte die schwierige Versorgung mit weißen Ziegeln immer wieder zu Bauverzögerungen. Die Kirche wurde am 5. Oktober 1544 eingeweiht. Der Turm wurde im Jahr 1546 fertiggestellt. Im Laufe der Zeit wurde darauf geachtet, dass das Denkmal keine Veränderungen in Architektur und Stil erfuhr. Die Authentizität des Gebäudes wurde so weit wie möglich erhalten. Zur gleichen Zeit wurden das Rathaus, der Gelmelslot und das Klarissenkloster von denselben Bauherren errichtet.

## Zerstörung und Wiederaufbau
Am Ende des Zweiten Weltkrieges (23. Oktober 1944) wurde der Turm von der deutschen Armee gesprengt. Die Deutschen befürchteten, dass der Turm als Beobachtungsposten für die Alliierten dienen könnte. Bei seinem Einsturz zerstörte der Turm das Kirchenschiff und das neben der Kirche stehende Gemeindehaus. Nur der Chor, ein Teil des Querschiffs, die Säulen und die Bögen des Kirchenschiffs blieben erhalten. Alle verbliebenen Glasmalereien wurden zerstört. Seit 1941 lagerten die meisten Glasmalereien jedoch in der Gruft von Reichsfürst Nikolaus Leopold zu Salm-Salm und wurden 1952 wieder eingesetzt. Am 29. März 1945 wurde die Kirche ein zweites Mal von einer V1-Waffe getroffen, die den Hochchor beschädigte.
Der Turm und die Kirche wurden unter der Leitung der Architekten Jozef-Louis Stynen und Pol Berger nach dem ursprünglichen Plan wiederaufgebaut, jedoch wurde ein Dachstuhl aus Beton gewählt. Am 1. Juni 1958 waren die Arbeiten abgeschlossen.

## Neigung des Turms
Ende Juni 2009 wurde festgestellt, dass sich der Turm allmählich zu neigen begann, weg vom Kirchenschiff. Dies ist sowohl innen als auch außen durch Risse in der Wand deutlich sichtbar. Regelmäßig fielen Sandsteinbrocken herunter, so dass ein Netz aufgestellt werden musste. Bauexperten vermuten, dass die Setzung auf die schlechte Qualität des Materials zurückzuführen ist, das für den Wiederaufbau der Kirche nach dem Zweiten Weltkrieg verwendet wurde. Auch Betonschäden wurden festgestellt und die Schieferplatten der Zwiebelhaube müssen ersetzt werden.

## Inneres

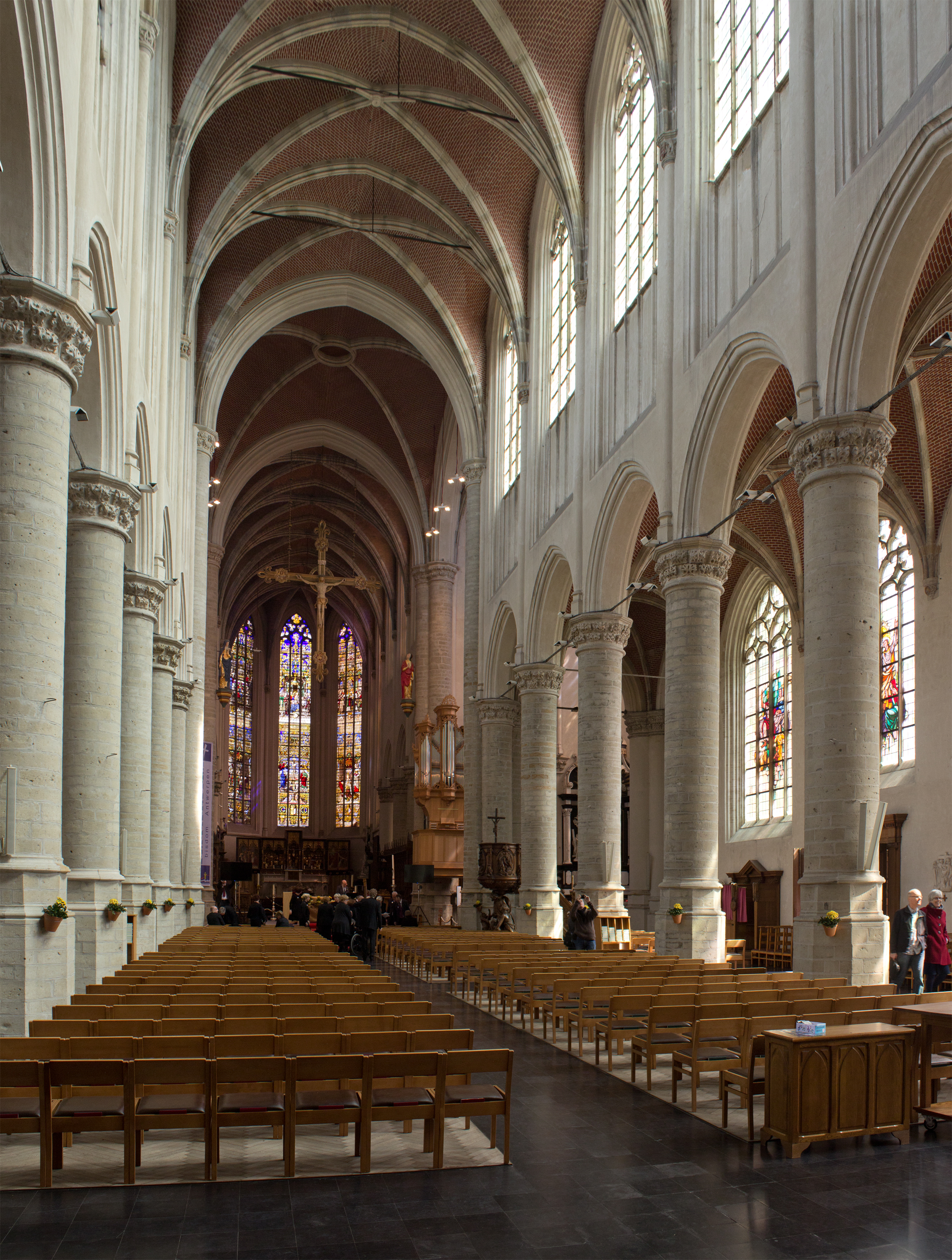
Innenansicht

### Architektur und Ausstattungen

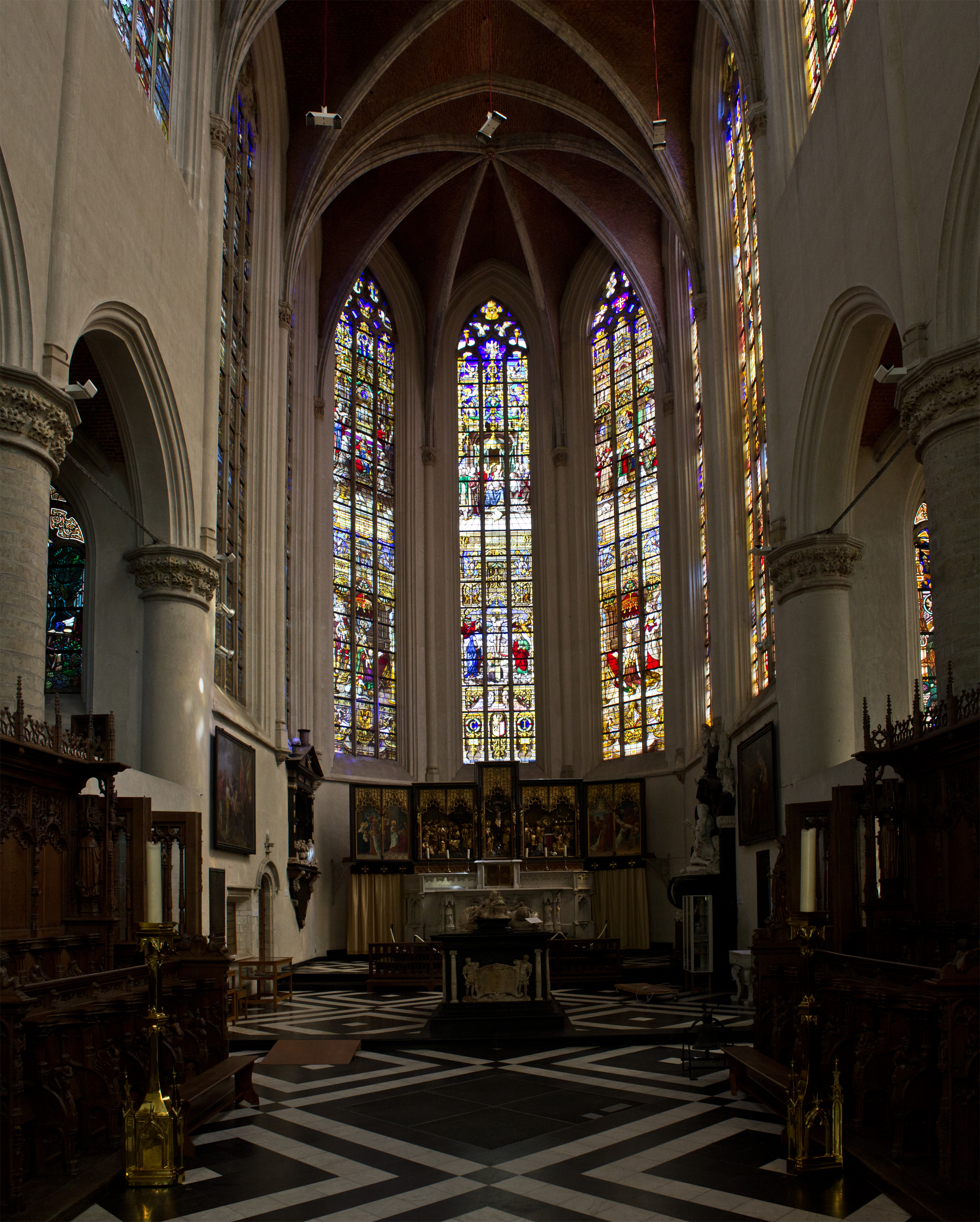
Chor

In der Kirche befinden sich Glasmalereien aus den Jahren 1528–1535 und 1571, Mausoleen der Kirchengründer, Wandteppiche (um 1540) und ein Heilig-Blut-Schrein. Auch das Chorgestühl stammt aus dem 16. Jahrhundert (1532–1548). Eine Tafel eines anonymen Malers zeigt Szenen aus dem Leben des heiligen Josef.

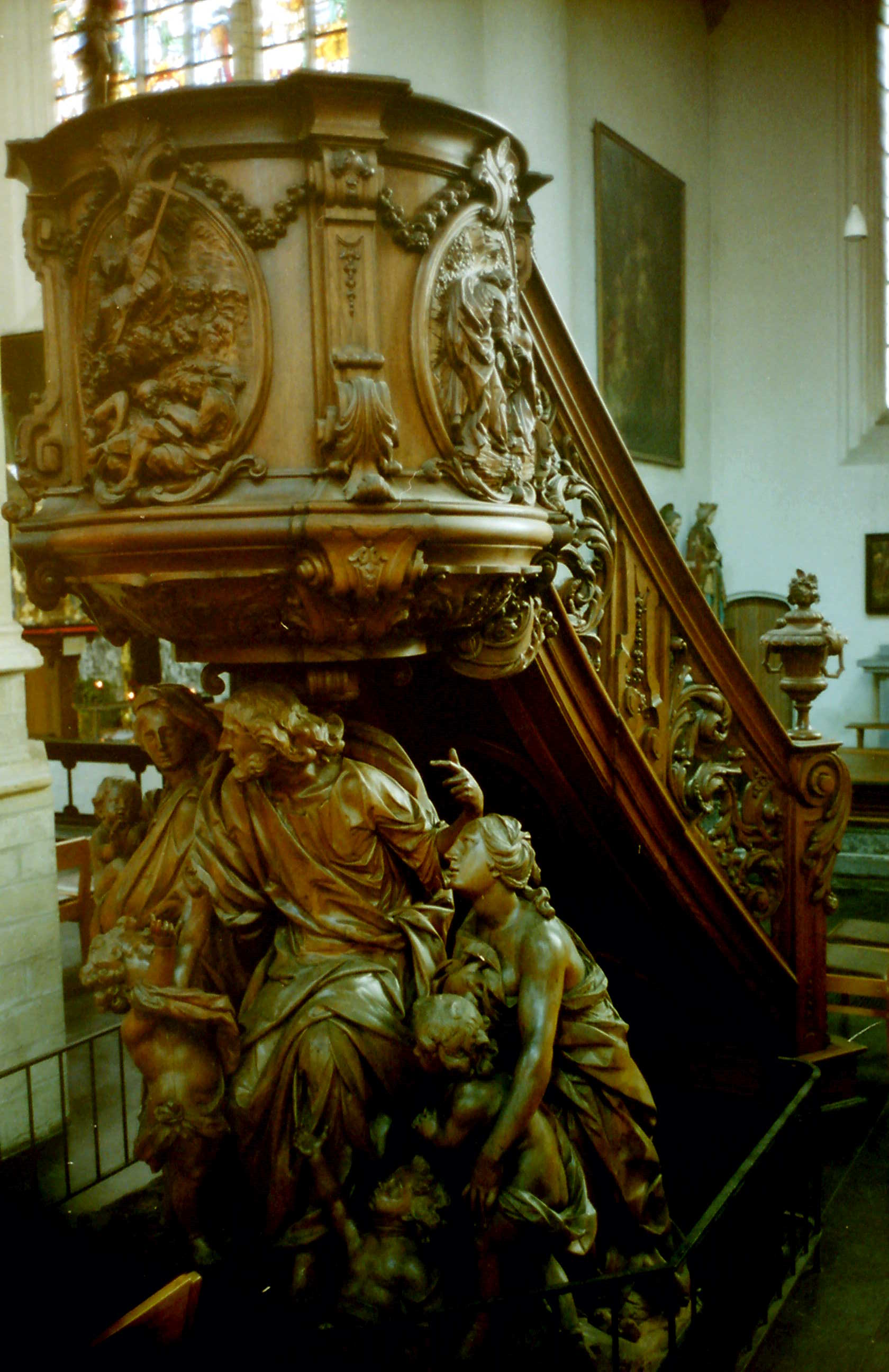
Kanzel

Aus späteren Jahrhunderten stammen der Hochaltar (1854–1856), eine Kanzel von 1735 sowie eine Marmor- und eine hölzerne Kommunionbank (beide von 1767).

### Chorgestühl

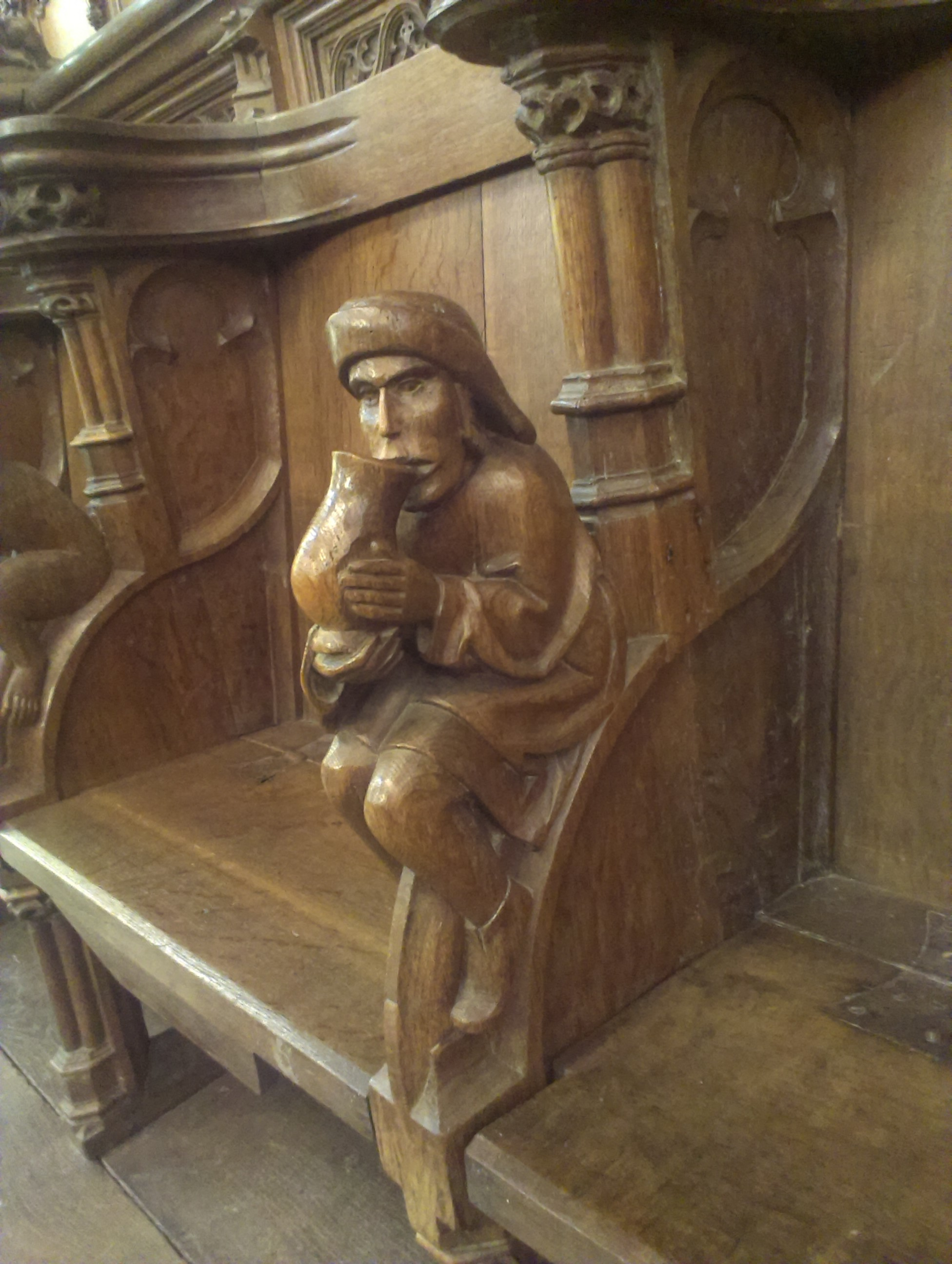
Detail des Chorgestühls in der St. Katharinenkirche

In der Kirche befinden sich eine kleine Kanzel aus dem 15. Jahrhundert und eine große spätgotische Kanzel, die von Albrecht Gelmers in der Zeit von 1532 bis 1548 angefertigt wurde. Im Chorgestühl sind Bilder der Apostel und Heiligen zu sehen. Gelmers stellte auch heidnische Szenen und moralisierende Sprüche dar. Es ist eine der letzten Stiftungen, in denen sich die bildliche Vorstellungskraft ausdrücken durfte; dies wurde 1563 vom Konzil von Trient verboten.

### Glasmalereien

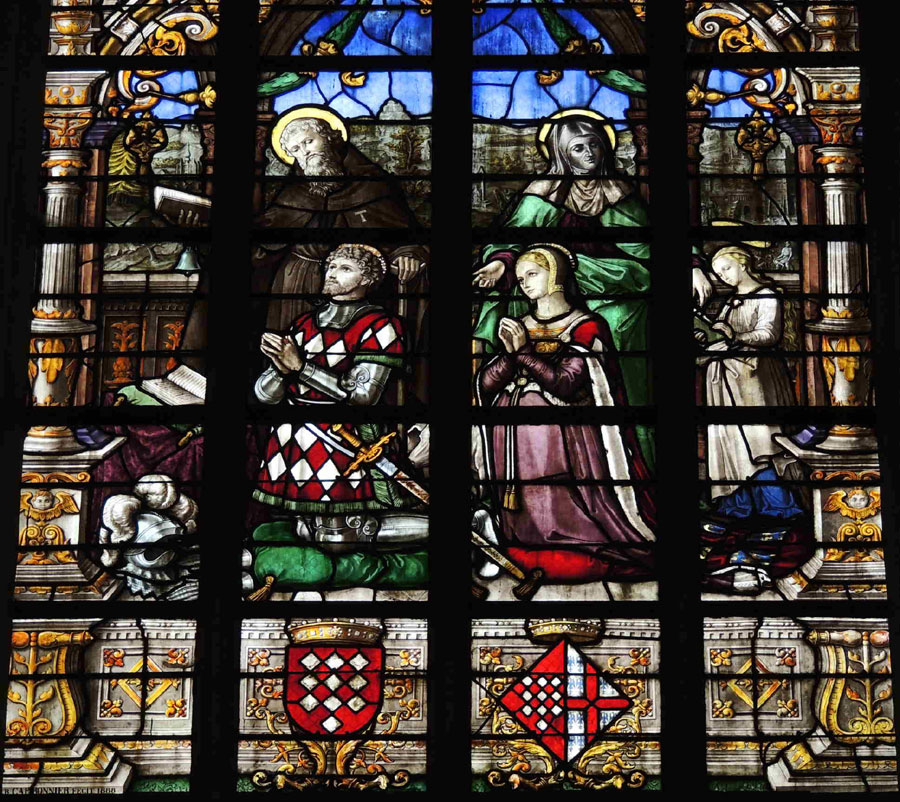
Glasgemälde mit Darstellung der Auftraggeber

Der Bau der Kirche begann 1525, die ersten Glasmalereien mit der Darstellung Charles de Lalaing und Jacoba von Luxemburg stammen aus dem Jahr 1528. Diese Glasmalereien wurden bereits in einem frühen Stadium des Baus eingebaut. Über dem Hauptaltar befinden sich sieben hohe Fenster, die die sieben Sakramente darstellen (1531–1533): Taufe, Firmung, Priestertum, Beichte, Eucharistie, Ehe und Krankensalbung, hergestellt vom Glasmaler Antonis Eversoen aus Culemborg. Im nördlichen Seitenschiff befindet sich ein großes Glasgemälde, das Pieter Coecke van Aelst, dem Lehrer von Pieter Bruegel dem Älteren, zugeschrieben wird: Das letzte Abendmahl mit den acht Staaten von Holland (1535). Über dem Chorbereich befinden sich sechs weitere Fenster von Claes Matthijs.
Im Jahr 1837 baten Leopold I. von Belgien und seine 1835 gegründete Königliche Kommission für Denkmäler um Hilfe bei der dringend nötigen Instandsetzung der Glasmalereien. Auch die Glasbilder der Basilika Saint-Gudula wurden mit Geldern aus diesem Fonds restauriert. Im Jahr 1839 zog ein Sturm über Hoogstraten, der schwere Schäden an den Glasmalereien verursachte. Hoogstraten wurde nun eine wichtige Aufgabe von nationaler Bedeutung. Francois Capronnier wurde zum Restaurator ernannt. Kurze Zeit später übernahm sein Sohn Jean-Baptiste Capronnier das Geschäft.
Wegen des Krieges wurden 1941 fünfzehn historische Glasmalereien ausgebaut und in den Kellern untergebracht. Dadurch wurden diese Fenster vor der Zerstörung bewahrt. Vier historische Fenster aus den Jahren 1533 bis 1548 und zwölf neugotische Fenster waren während des Krieges nicht entfernt worden und wurden zerstört. Auch das große Glasgemälde im südlichen Seitenschiff wurde zerstört: Die Beschneidung Jesu und die Anbetung der Könige. Dieses wurde 1968 von Marc De Groot wieder hergestellt.
Nach dem Wiederaufbau der Kirche in den 1950er Jahren wurden die Kandidaten 1963 gebeten, die leeren Fenster wieder zu besetzen. Jan Huet und Marc De Groot reichten ihre Entwürfe ein. 1974 wurden Jan Huet acht neue Glasmalereien im vorderen Teil der Kirche zugeteilt, während Marc De Groot zwölf Glasmalereien, die Gleichnisse und die Wunder, in den Seitenschiffen anbringen durfte. Jan Huet verstarb am 2. April 1976, woraufhin sein Schüler Jan Willemen aus dem niederländischen Dongen mit den Arbeiten beauftragt wurde. Die große Glasgemälde über dem Portal, Die Anbetung des Apokalyptischen Lammes, stammt ebenfalls aus seiner Hand. Der damalige Kirchenrat wünschte einen Hinweis auf das Mystische Lamm der Gebrüder Van Eyck, das auch ein Hinweis auf die Verehrung des Heiligen Blutes war. Wenn der Priester während der Eucharistie aufschaute, blickte er in das Fenster, das auf den Text „Seht das Lamm Gottes, das die Sünden der Welt hinwegnimmt“ (Joh 1,29–36 ) hinweist.
Das jüngste Glasgemälde, Let the Angels Sing, wurde 2004 von Raph Huet, dem Neffen von Jan Huet, entworfen und im südlichen Querschiff eingebaut.

### Wandteppiche
In der Kirche befinden sich fünf Wandteppiche aus den 1540er Jahren. Sie stellen die Schutzheiligen des Grafen und der Gräfin dar, die die Kirche bauen ließen.

### Orgel
In den Jahren 1563–1565 baute der Orgelbauer Brebos eine neue Orgel für die Kirche.
Nach dem Umbau der Kirche in den 1950er Jahren wurde 1961 eine neue große dreimanualige Orgel in Auftrag gegeben, gebaut von der Firma Pels aus Alkmaar (NL). Sie wurde 2014 von Verschueren Orgelbouw aus Ittervoort (NL) restauriert und enthält 50 klingende Register.
Der Orgelbauer Dominique Thomas aus Ster-Francorchamps lieferte 2005 eine Chororgel mit 18 Stimmen.

### Glocken und Glockenspiel
Die älteste Urkunde über den Kauf von Glocken für die damalige Kirche Saint-Catharina stammt vom 12. Juli 1430. Darin wird ein Darlehen erwähnt, um „die Glocken im Turm heraufziehen zu helfen“. Die Rede ist vom alten romanischen Kirchturm. Aufgrund der großen Geldsumme geht man davon aus, dass es sich um mehrere Glocken von beträchtlichem Gewicht gehandelt haben muss. Zu dieser Zeit hing auch eine Reihe von drei Außenglocken im Kirchturm. Ende des 15. Jahrhunderts wurde ihre Zahl auf 7 oder 8 Glocken erhöht, so dass ein musikalisches Vorspiel aufgeführt werden konnte. Als die Kirche wiederaufgebaut wurde, wurden die Glocken in den neuen Turm gehängt. Auch das ursprüngliche Uhrwerk fand im neuen Turm seinen Platz.
Im frühen 16. Jahrhundert ließen die Christen der Hoogstratener Kirche mehrere Glocken gießen. Quellen zufolge wurde 1521 ein Glockenspielmeister ernannt, was darauf hindeutet, dass bereits zu dieser Zeit ein Glockenspiel vorhanden war. Im 18. Jahrhundert bestand das Glockenspiel aus 40 Glocken. Die beiden bekanntesten Carilloneure, die darauf spielten, waren Vater Johannes und Sohn Amandus de Gruytters. Letzterer war während der Französischen Revolution Carilloneur. Sein musikalisches Spiel wurde zweifelsohne von den Regeln der damaligen französischen Herrscher beeinflusst. Kirchenhistoriker nehmen an, dass französische patriotische Lieder auf Befehl gespielt wurden.
Die historischen Glocken wurden im Zweiten Weltkrieg zerstört. Die heutigen Glocken stammen aus der Zeit, als der Turm wiederaufgebaut wurde. 1957 kamen 24 Hemony-Glocken (1654–1655) aus dem stillgelegten Stiftsglockenspiel der Antwerpener Kathedrale nach Hoogstraten. Um ein Glockenspiel mit 50 Glocken zu erhalten, mussten 26 weitere Glocken angeschafft werden. Die Firma Michiels in Doornik sorgte für diese Lieferung sowie für die Umstimmung und Reinigung der 24 Glocken aus dem 16. Jahrhundert. Das neue Glockenspiel wurde am Sonntag, dem 1. Mai 1960, eingeweiht.
Das Glockenspiel ist mit einem automatischen Mechanismus ausgestattet. Die Glocken wurden im Zeitraum 2005–2010 gründlich restauriert. Im Jahr 2018 wurden vier neue Bassglocken hinzugefügt: Franciscus, Elisabeth, Rombout und Leonardus. Die Glockengießerei Eijsbouts in Asten fertigte diese und beim Einbau stimmte sie das ganze Spiel aufeinander ab.

### Grabdenkmäler

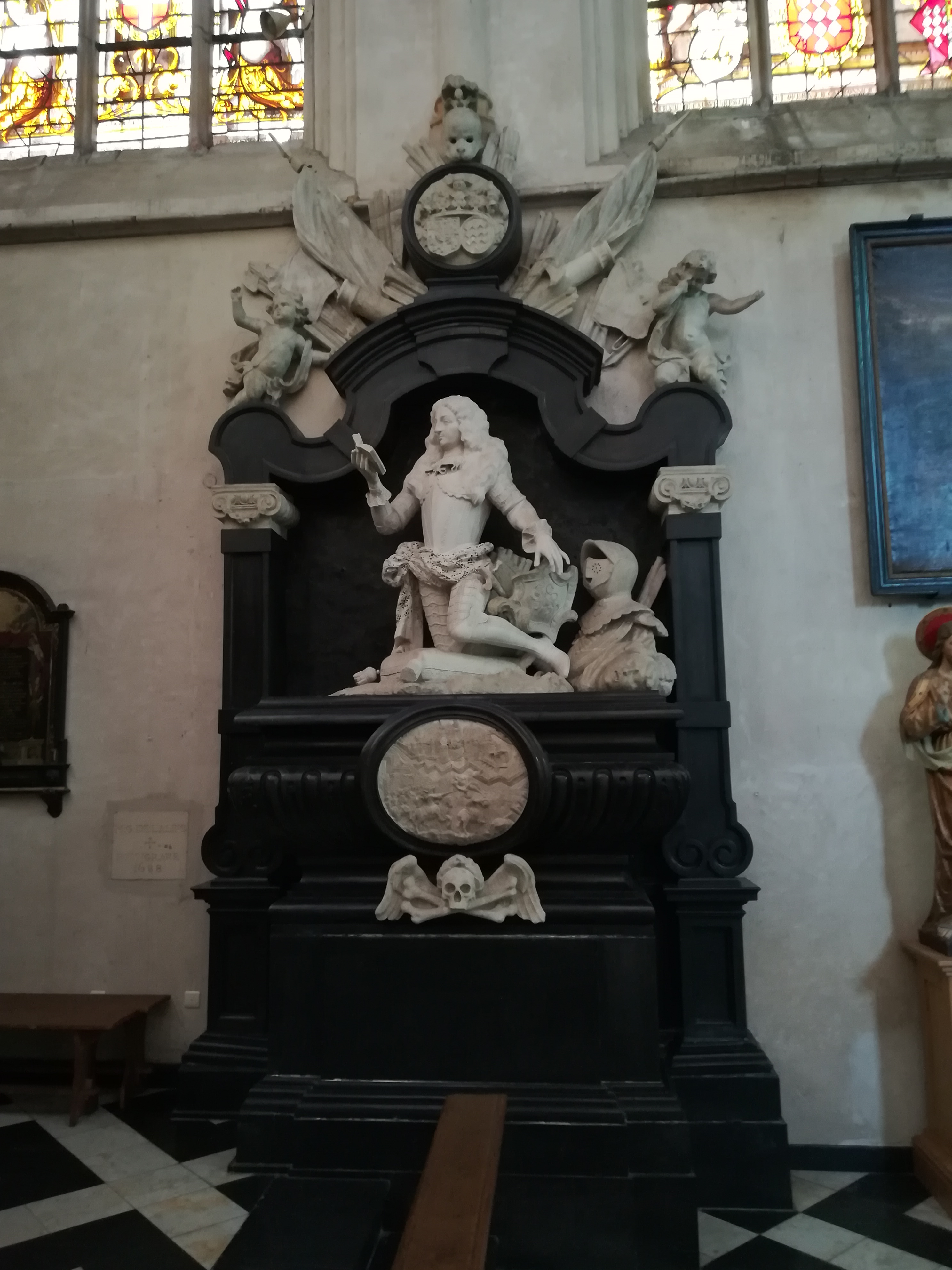
Grabdenkmal Karl Florentin zu Salm

Das Marmorgrabmal der ersten Grafen von Hoogstraten, Antoon van Lalaing und Elisabeth van Culemborg, stammt aus den Jahren 1527–1529 und wurde von Jean Mone gefertigt. Der flämische Bildhauer Pieter Scheemaeckers schuf für das Kircheninnere ein barockes Mausoleum mit dem Bildnis des Soldaten Karl Florentin zu Salm (1638–1676). Ein Marmorgrabmal seines Enkels Nikolaus Leopold zu Salm-Salm (1701–1770) befindet sich ebenfalls in der Kirche.